# 谷澤恵里香
谷澤 恵里香（やざわ えりか（本名非公表、旧姓本名同じ）、1990年11月15日 - ）は、日本の元女性タレント、元アイドル、元女優であり、女性アイドルグループ・アイドリング!!!の元メンバー。東京都出身。前所属事務所はホリプロ。

## 略歴
- 2006年10月、『アイドリング!!!』（フジテレビ721・フジテレビTWO・フジテレビ・フジテレビONE）のオーディションに合格し芸能界デビュー。同番組から女性アイドルグループ「アイドリング!!!」が発足、メンバー7号として活動を開始。
- 2007年1月、『志村けんのバカ殿様』（フジテレビ）に腰元役として初出演。これ以降、『志村けんのだいじょうぶだぁ』（同）、『志村屋です。』（同）と志村けんメインの番組にレギュラー出演。志村ファミリーに定着した。
- 2007年7月27日、1stイメージビデオ『Eri Color』を発売。
- 2009年10月より、テレビドラマ『古代少女ドグちゃん』（毎日放送）の主人公・ドグちゃん役でテレビドラマ初主演。翌年2月には同作の劇場版『きょーれつ！ もーれつ！ 古代少女ドグちゃんまつり！ スペシャルムービー・エディション』で映画初主演を果たす。
- 2009年11月、スタ☆ブロにて公式ブログ「やざわの階段のぼる」を開始。なお、2010年11月に「やざわッていいます」のタイトルでアメーバブログに移行する。
- 2011年1月より、『くだまき八兵衛X』（テレビ東京）にレギュラー出演。
- 2011年12月23日をもってアイドリング!!!を卒業。
- 2012年4月、『志村劇場』（フジテレビ）にレギュラー出演。『志村屋です。』以来の復帰となった。
- 2012年8月21日、『ロンドンハーツ』（テレビ朝日）で、バラエティ番組など幅広く活躍する熊田曜子と磯山さやかの後に続くグラドルをドッキリで秘密裏にオーディションする企画「ドッキリで発掘！未来の熊田★磯山オーディション2012」でグランプリに選ばれる[注釈 1]。
- 2013年4月6日、『電撃大賞』（文化放送）にてメインMCを担当。
- 2016年6月5日、テレビ制作会社に勤務するディレクターの男性と結婚[3]。翌6日には、NHK連続テレビ小説『とと姉ちゃん』への出演が決まったことを明かした[4]。
- 2017年9月、所属事務所「ホリプロ」を退所し、芸能活動を休止。
- 2019年、アイドリング!!!の元同僚の結婚式に子息を連れて出席した様子から、1児の母になっていたことが明らかとなっている。
- 2021年8月18日放送の『ロンドンハーツ』で久しぶりにメディア出演し、事実上の引退状態であったことを告白した[5]。そして芸能界デビュー15周年であった同年10月30日、約4年半ぶりにブログを更新し、正式に近況を報告。また新たにYouTubeチャンネルを開設し、外部への発信を再開した（2022年にどちらも休止）。

## 人物
- 趣味・特技は[1][6]、ピアノ・ピザ作り・笑うこと・変顔・釣り。
- 好きなスポーツはソフトテニス[1]。
- 好きな色は黒、ピンク[1]。
- 好きな言葉は「ごめんね」[1]。
- 尊敬する人は両親[1]。
- ペットは犬（柴犬）、猫（アメリカンショートヘア）[6]。
- 目標とする芸能人は、事務所の先輩であった優香[7]。
- 3人兄弟姉妹の末っ子。
- 得意料理は、目玉焼きともんじゃ焼き。ピザとする媒体もあり、一時期本人も認めていたが、後に否定している[8]。
- アイドリング!!!の同僚だった菊地亜美とは、高校のクラスメートであった[9]。

## エピソード
- 『KUNOICHI2009』に参加した折、同じく参加していた外岡えりか・酒井瞳・三宅ひとみが「アイドリング!!!」とクレジットされていたのとは異なり、系列局である毎日放送で制作されている主演ドラマ『古代少女ドグちゃん』の土偶風衣装で参加し「土偶アイドル」とクレジット、実況された[10]。
- 公式プロフィールではウエスト61cmとしているが、実際には2011年時点で74cmあった[11]。同年10月26日放送の『ザ・ベストハウス123』で、横手貞一朗トレーナーの指導の下、1か月間集中的にトレーニングを施し、14cmの減少に成功したことが公表された[11]。その後、2014年8月31日放送の『アッコにおまかせ!』に出演し、1分間でウエストが3センチ縮まるという「瞬間サイズダウンエクササイズ」の企画に挑戦した際、運動前の計測で70.5cmだったことが判明した。「瞬間サイズダウンエクササイズ」を行った結果、64.5cmまで縮まった[12][13]。

### アイドリング!!!関連
- アイドリング!!!では7号、イメージフラワーは「チューリップ」。
- メンバーの後藤郁、尾島知佳は同じ所属事務所、また滝口ミラ、森田涼花、野元愛はホリプロ大阪の所属である。
- フォンチーからはパイちゃん、三宅ひとみからはパイさん、河村唯からはえりかち、尾島知佳からはぱいてん、その他のメンバーからは主にやざパイ、えりかと呼ばれている。
- 外岡えりかとは名前の読みが同じ「えりか」であるが、名前をラテン文字表記される際（「イマつぶ」のアカウント名など）には、谷澤は「Erika」、外岡は「Erica」が用いられ区別されている。
- 身長150cmで、アイドリング!!!メンバー内では最も小柄でバストが豊か。また「顔ジェスチャング!!!」では、度々あごのゆるみを見せているため、体型に関する話題が多い[14]。
  - 初期は「大食いデブキャラ」を演じている時期もあったが、アイドリング!!!が始まってから6kgのダイエットに成功していた。しかし、2009年夏から再度4kg太り、同年11月より始めた個人ブログで3か月集中ダイエット宣言をしている。
  - 谷澤、外岡えりか、フォンチーの3名を称して「ぽっちゃり同盟」と呼ばれる[15]。
- タイトルバックが設けられており、シャア風の衣装を纏ったまま、工場周辺の公共交通機関に乗っている様子や商店で買い物をしているシーンが使われる。またCMは入らないがアイキャッチがあり、とぼけたヤザワ少佐のオフショットの後ろで、ファーストガンダムで使用されていたSEを流している[16]。
  - 2ndライブのユニットコーナーで、江渡万里彩と滝口ミラ、フォンチーがレオタード姿の来生三姉妹に扮し「CAT'S EYE」を歌ったが、その途中からヤザワ少佐の扮装で登場し、後半をコラボレーションした[17]。
  - 1stアルバム『だいじなもの』収録曲「台場の恋の物語」では、升野と共にヤザワ少佐の声色を用いて男性パートを歌っている。
- 2007年末頃より、髪にリボンを付けることにこだわっている。ハローキティを意識しているとのこと[18]。ヘアスタイルは変えても、10cmを超える大きめのリボンはほとんど付けている。
- 2009年12月16日と2010年1月6日両日放送のアイドリング日記では、長野せりなの何かを聞き出すコーナーにも出ており、放送中の『古代少女ドグちゃん』の衣装で出ていた[19][20][21]。
- 2010年5月3日に行われた8thライブのリハーサルで、ミクスチャー・ロック（ラップメタル）の楽曲「等・等・等 等のSONG」にてヘッドバンギングを行った際に頸部じん帯を負傷した。医師から全治6週間、当面の安静治療を言い渡されていたが、本番では頸椎カラー（コルセット）を使用し、許可を受けて、動きを伴わない一部曲中のセリフとMCに参加をした[22]。
- 2011年12月11日11時に12月23日をもってフォンチーと共にアイドリング!!!から卒業することが公式サイト、両メンバーのブログより発表された。

### アイドリング!!!卒業後
- 『ロンドンハーツ』（2012年8月21日放送）で、バラエティ番組など幅広く活躍する熊田曜子と磯山さやかの後に続くグラドルをドッキリで秘密裏にオーディションする企画「ドッキリで発掘！未来の熊田★磯山オーディション2012」でグランプリに選ばれ、アイドリング!!!時代より培われたバラエティ力をいかんなく発揮し頭角を現す一方、2013年4月からは『電撃大賞』（文化放送）のMCを花江夏樹と共に務める。NG無しのトークと元来から持ち合わせた切り返しの速さで定評。
- 他方、秘境を含めた旅番組のリポーターとして出演するほか、豊満なボディを武器に温泉番組にも多数出演[23]。
- 『ヒルナンデス』（日本テレビ）では、ドケチ隊の一員として、食費も旅やグルメレポで浮かせるというキャラでお買い得情報のレポーターも務める。
- 8月30日を「ヤザワの日」と銘打ち、ファン向けのイベントを実施していた。2014年8月30日にはよみうりランドにてバーベキューを[24]、2015年8月30日にはカツオ解体ショーを開催した[25]。

## 作品

### イメージビデオ
- Eri Color（2007年7月27日、彩文館出版）
- Pure Smile（2007年12月7日、竹書房）
- すみません、谷澤恵里香ください。（2008年8月25日、ワニブックス）
- やざパイ・スクール（2009年7月29日、イーネット・フロンティア）
- やざパイ・テンション（2009年12月21日、イーネット・フロンティア）
- やざパイスタンダード（2010年4月20日、ラインコミュニケーションズ）
- やざパイ ティーンFINAL（2010年12月18日、晋遊舎）
- やざパイメモリアル〜結婚しちゃう!?〜（2011年8月24日、学研パブリッシング）
- I-ONE「Re:Born 2012」（2012年8月20日、ラインコミュニケーションズ）
- 谷澤姉妹（2013年7月25日、ワニブックス）

## 書籍

### 写真集
- Eri Color 〜エリカとの風景〜（2007年6月25日、彩文館出版）ISBN 978-4-7756-0215-7
- 谷澤恵里香写真集 7番 セカンド ヤザワァー（2008年5月25日、ワニブックス）ISBN 978-4-8470-4089-4
- やざわの階段のぼる（2010年11月22日、晋遊舎）ISBN 978-4-86391-109-3
- Tokyo 23（2013年4月25日、ワニブックス）ISBN 978-4-8470-4548-6

### その他
- 谷澤恵里香 2011年カレンダー（2010年）
- 谷澤恵里香 2012年カレンダー（2011年10月、株式会社ハゴロモ）
- 谷澤恵里香 オフィシャルカードコレクション Yazawa Ericard!!!（2011年11月、さくら堂）
- 谷澤恵里香 2016年カレンダー（2015年12月16日、ハゴロモ）

## 出演

### バラエティ
アイドリング!!!
- アイドリング!!!（2006年10月 - 2011年12月23日、フジテレビワンツーネクスト） - レギュラー（アイドリング!!!7号）
- アイドリング!!!日記 → アイドリング!!!（地上波版）（2007年1月 - 2011年12月25日、フジテレビ・フジテレビONE TWO）

志村ファミリー
- 志村けんのバカ殿様シリーズ（2007年1月 - 、フジテレビ）
  - 志村けんのバカ殿様（2007年1月）- 腰元 役
  - 志村けんのバカ殿様おまたせしました秋の大爆笑スペシャル（2010年9月30日）
  - がんばろう日本スペシャル（2011年10月6日）
- 志村けんのだいじょうぶだぁシリーズ（2008年1月 - 、フジテレビ）
  - 志村けんのだいじょうぶだぁII（2008年1月16日） - 志村診察室でゲスト出演
  - 志村けんのだいじょうぶだぁ 笑い一番!春一番!!SP（2008年3月25日）
  - 志村けんのだいじょうぶだぁ 秋の豪華爆笑SP（2008年10月28日）
  - カスペ!・志村けんのだいじょうぶだぁSPバラエティー50周年記念!（2009年6月2日）
  - カスペ!・志村けんのだいじょうぶだぁ 冬のスペシャル（2010年2月16日）
  - カスペ!・笑顔でがんばろうスペシャル（2011年9月6日）
- 志村屋です。（2008年4月 - 2010年3月、フジテレビ） - レギュラー
- 志村劇場（2012年4月11日 - 2013年3月27日、フジテレビ） - レギュラー

ロンドンハーツ
- ロンドンハーツ（テレビ朝日）
  - ロンドンハーツ未来の熊田☆磯山オーディション（2012年8月21日）
  - ロンドンハーツ女性芸能人真夏のスポーツテスト（2012年8月28日）
  - ロンドンハーツ私服センスなし女No.1決定トーナメント（2012年11月13日）
  - ロンハーあの人は今？（2021年8月17日）

その他
- くだまき八兵衛X（2011年1月6日 - 2012年9月27日、テレビ東京） - レギュラー
- ドライブ A GO!GO!（2011年11月6日・2012年9月9日、テレビ東京）
- ミッドナイトQさま!!（2012年1月3日、テレビ朝日）
- 笑っていいとも!（2012年9月6日、フジテレビ）
- 爆裂バラエティー シャバダバの空に（2012年9月27日、関西テレビ）
- そうだ旅（どっか）に行こう。（2012年10月15日、テレビ東京）
- ナカイの窓（2012年11月28日、日本テレビ）
- 駆け込みドクター!（2013年11月10日・2014年3月9日・10月12日・2015年2月1日、TBS）
- アノ人たちの作り方 〜なぜこうなった!?ファクトリー〜（2013年11月7日 - 12月18日、フジテレビ）
- 聞きこみ!ローカル線 気まぐれ下車の旅 #32 信州 長野電鉄の旅（2014年11月3日、BSジャパン）
- さまぁ〜ずのご自慢列島ジマング（2015年3月10日、フジテレビ）
- ヒルナンデス!（日本テレビ） - 不定期出演
- おとな探訪（BSフジ） - レギュラー
- 東北縦断どんぶりトラベラー「ぜったい食べたい噂の極み丼」（2015年1月2日 - 、テレビ朝日）
- 超人気番組が一挙集結！夢の祭典!番組対抗！★ドッキリアワード2015★（2015年1月2日 、TBS）
- 日テレポシュレ（2018年3月9日、日本テレビ）

### テレビドラマ
- 鉄道むすめ（2008年10月前・後編放送） - 埼玉高速鉄道見習運転士 川口みその 役
- 古代少女ドグちゃん（2009年10月7日 - 12月23日、毎日放送） - 主演・ドグちゃん 役
- 仮面ライダーW（2010年6月20日・27日、テレビ朝日） - 虹村あい（聖戦士ジェシカ） 役
- 古代少女隊ドグーンV（2010年10月6日 - 12月22日、毎日放送） - ドグちゃん 役
- 妄想捜査〜桑潟幸一准教授のスタイリッシュな生活 第5話（2012年2月19日、テレビ朝日） - 住吉真由 役
- 連続テレビ小説『とと姉ちゃん』（2016年7月19日 - 、NHK） - 艶子 役[4]
- 黒い十人の女 最終話（2016年12月2日、読売テレビ） - 師田真央 役

### 映画
- カイジ 人生逆転ゲーム（2009年10月10日公開） - エンディング直前の帝愛グループのCMイメージガール 役
- きょーれつ！もーれつ！ 古代少女ドグちゃんまつり！ スペシャルムービー・エディション（2010年2月20日公開） - 主演・ドグちゃん、謎の少女 役
- 喧嘩番長 劇場版〜全国制覇（2010年3月6日公開） - 藤沢真奈美 役
- 植物図鑑 運命の恋、ひろいました（2016年6月4日公開） - 玉井千秋 役

### 舞台
- 舞台「ハイスクール歌劇団☆男組」（2012年9月12日 - 23日、天王洲 銀河劇場） - 工藤七海 役[26]

### ラジオ
- 電撃大賞（2013年4月6日 - 2015年3月29日、文化放送）

### インターネット放送
- とりあえず生中（二杯目)（2010年2月15日、ニコニコ生放送）
- 谷澤恵里香と森田涼花のオールナイトニッポン（オールナイトニッポンモバイル）

### イベント
- 7thイメージビデオ『やざパイティーンFINAL』発売記念イベント（2011年1月8日）